# Pachydissus natalensis
Pachydissus natalensis es una especie de escarabajo longicornio del género Pachydissus, tribu Cerambycini, subfamilia Cerambycinae. Fue descrita científicamente por White en 1853.

## Descripción
Mide 23-42 milímetros de longitud.

## Distribución
Se distribuye por Angola, Camerún, Kenia, Malaui, Mozambique, Namibia, Uganda, República Democrática del Congo, República de Sudáfrica, Tanzania, Zambia y Zimbabue.